# Karol Dziekanowski
Karol Dziekanowski (ur. w 1884, zm. w 1941) – podpułkownik Wojska Polskiego, uczestnik wojny rosyjsko-japońskiej, I wojny światowej i wojny polsko-radzieckiej, po zakończeniu służby wojskowej skazany na 4 lata więzienia za udział w zorganizowanej grupie przestępczej. W 1941 rozstrzelany przez NKWD.

## Życiorys
Urodził się w 1884 w rodzinie ziemiańskiej. Karierą wojskową rozpoczął w armii carskiej. Brał udział w wojnie rosyjsko-japońskiej. Od 1914 służył w Legionach Polskich w stopniu podporucznika a od 1917 w Polskiej Sile Zbrojnej. W Wojsku Polskim dowodził m.in. 59 Pułkiem Piechoty Wielkopolskiej. 
Uczestniczył w rozformowaniu 8 Tarnogórskiego Pułku Piechoty, który został przetransportowany do koszar w Inowrocławiu. Zamiast przeprowadzić uroczystą demobilizację Dziekanowski jako dowódca 59 pp wystosował do powstańców z 8 Tarnogórskiego Pułku Piechoty ultimatum i groźby, w przypadku gdyby nie chcieli złożyć broni. W wyniku nadgorliwości występującej w 59 pp, 13 sierpnia 1921 życie straciło dwóch już zdemobilizowanych powstańców a 15 zostało rannych.
Służbę w Wojsku Polskim zakończył w 1929 roku w stopniu podpułkownika. Za udział w zorganizowanej grupie przestępczej, która w latach 1932-1936 wyłudzała pieniądze za obietnicę protekcji, został skazany na 4 lata więzienia. W 1940 roku we Lwowie został aresztowany przez NKWD. 20 listopada 1940 skazany na karę śmierci za przynależność do dowództwa lwowskiego ZWZ. 24 lutego 1941 został rozstrzelany.